# Áreas protegidas da Guiné-Conacri
Esta é uma lista de áreas protegidas da Guiné-Conacri, por subdivisão, obtida a partir da Base de Dados Mundial de Áreas Protegidas.

## Lista de áreas protegidas
| Nome                     | Wikidata  | WDPA   | Tipo                                             | data de criação ou fundação | Área   | Coordenadas                | Categoria do Commons | Imagem | Carrega a tua foto! |
| ------------------------ | --------- | ------ | ------------------------------------------------ | --------------------------- | ------ | -------------------------- | -------------------- | ------ | ------------------- |
| Badiar                   | Q22806734 | 900716 | reserva da biosfera UNESCO-MAB Biosphere Reserve | 2002                        | 2843   | 12° 22′ N, 13° 13′ O       |                      |        | Carregar foto       |
| Haut Niger               | Q22674920 | 900717 | reserva da biosfera UNESCO-MAB Biosphere Reserve | 2002                        | 6470   | 10° 30′ N, 9° 30′ O        |                      |        | Carregar foto       |
| Ile Alcatraz Ramsar Site | Q64148278 | 67983  | sítio Ramsar                                     | 1992                        | 0.01   |                            |                      |        | Carregar foto       |
| Ile Blanche Ramsar Site  | Q64148282 | 67988  | sítio Ramsar                                     | 1993                        | 0.1    |                            |                      |        | Carregar foto       |
| Massif du Ziama          | Q22674904 | 3028   |                                                  |                             | 1161.7 | 8° 17′ 00″ N, 9° 20′ 00″ O |                      |        | Carregar foto       |

## Boké
| Nome                              | Wikidata  | WDPA   | Tipo                     | data de criação ou fundação | Área  | Coordenadas                  | Categoria do Commons | Imagem | Carrega a tua foto! |
| --------------------------------- | --------- | ------ | ------------------------ | --------------------------- | ----- | ---------------------------- | -------------------- | ------ | ------------------- |
| Badiar-sud Classified Forest      | Q64148336 | 29409  | reserva florestal        | 1956                        | 73    |                              |                      |        | Carregar foto       |
| Fello Digue Classified Forest     | Q64148335 | 29408  | reserva florestal        | 1967                        | 29.25 |                              |                      |        | Carregar foto       |
| Fello Sounga Classified Forest    | Q64148333 | 29406  | reserva florestal        | 1953                        | 67    |                              |                      |        | Carregar foto       |
| Foye-Madinadian Classified Forest | Q64148304 | 29359  | reserva florestal        | 1954                        | 15.95 |                              |                      |        | Carregar foto       |
| Gambie-Koulountou Ramsar Site     | Q64148386 | 902831 | sítio Ramsar             | 2005                        | 2814  |                              |                      |        | Carregar foto       |
| Iles Tristao Ramsar Site          | Q64148279 | 67984  | sítio Ramsar             | 1992                        | 850   |                              |                      |        | Carregar foto       |
| N'Dama Classified Forest          | Q64148337 | 29410  | reserva florestal        | 1956                        | 670   |                              |                      |        | Carregar foto       |
| Rio Kapatchez Ramsar Site         | Q64148280 | 67985  | reserva natural estuário | 1992-11                     | 200   | 10° 27′ 00″ N, 14° 34′ 00″ O |                      |        | Carregar foto       |
| Rio Pongo Ramsar Site             | Q64148281 | 67986  | sítio Ramsar             | 1992                        | 300   |                              |                      |        | Carregar foto       |
| Tomine Koumba Classified Forest   | Q64148334 | 29407  | reserva florestal        | 1954                        | 360   |                              |                      |        | Carregar foto       |
| Tristao Faunal Reserve            | Q64148396 | 19980  | reserva de fauna         | 1                           | 0     |                              |                      |        | Carregar foto       |

## Conacri
| Nome                     | Wikidata  | WDPA  | Tipo              | data de criação ou fundação | Área | Coordenadas | Categoria do Commons | Imagem | Carrega a tua foto! |
| ------------------------ | --------- | ----- | ----------------- | --------------------------- | ---- | ----------- | -------------------- | ------ | ------------------- |
| Kaloum Classified Forest | Q64148286 | 29330 | reserva florestal | 1955                        | 6.72 |             |                      |        | Carregar foto       |

## Diéké
| Nome                     | Wikidata  | WDPA  | Tipo              | data de criação ou fundação | Área | Coordenadas                | Categoria do Commons | Imagem | Carrega a tua foto! |
| ------------------------ | --------- | ----- | ----------------- | --------------------------- | ---- | -------------------------- | -------------------- | ------ | ------------------- |
| Reserva Florestal Diécké | Q10359717 | 29484 | reserva florestal | 1945                        | 640  | 7° 20′ 54″ N, 8° 57′ 15″ O |                      |        | Carregar foto       |

## Faranah
| Nome                                                    | Wikidata  | WDPA   | Tipo              | data de criação ou fundação | Área    | Coordenadas | Categoria do Commons | Imagem | Carrega a tua foto! |
| ------------------------------------------------------- | --------- | ------ | ----------------- | --------------------------- | ------- | ----------- | -------------------- | ------ | ------------------- |
| Bafing - Falémé Protected Area                          | Q64148398 | 317285 | área protegida    | 2000                        | 10000   |             |                      |        | Carregar foto       |
| Balayan-Souroumba Classified Forest                     | Q64148349 | 29425  | reserva florestal | 1951                        | 250     |             |                      |        | Carregar foto       |
| Bambaya Classified Forest                               | Q64148363 | 29453  | reserva florestal | 1951                        | 3.36    |             |                      |        | Carregar foto       |
| Chutes de Tinkisso Classified Forest                    | Q64148348 | 29424  | reserva florestal | 1944                        | 11      |             |                      |        | Carregar foto       |
| Fello-Selouma Classified Forest                         | Q64148352 | 29434  | reserva florestal | 1955                        | 40      |             |                      |        | Carregar foto       |
| Niger Source Ramsar Site                                | Q64148390 | 900794 | sítio Ramsar      | 2002                        | 1804    |             | Niger source         |        | Carregar foto       |
| Niger-Mafou Ramsar Site                                 | Q64148389 | 900689 | sítio Ramsar      | 2002                        | 10154.5 |             |                      |        | Carregar foto       |
| Ouladin Classified Forest                               | Q64148367 | 29456  | reserva florestal | 1950                        | 15      |             |                      |        | Carregar foto       |
| Previously called Mafou Classified Forest National Park | Q64148346 | 29421  | parque nacional   | 1                           | 524     |             |                      |        | Carregar foto       |
| Selly-Koro Classified Forest                            | Q64148364 | 29454  | reserva florestal | 1951                        | 23      |             |                      |        | Carregar foto       |
| Sincery-Ourssa Classified Forest                        | Q64148350 | 29426  | reserva florestal | 1942                        | 140     |             |                      |        | Carregar foto       |
| Sobory Classified Forest                                | Q64148356 | 29437  | reserva florestal | 1956                        | 11.75   |             |                      |        | Carregar foto       |
| Souarela Classified Forest                              | Q64148347 | 29423  | reserva florestal | 1944                        | 20      |             |                      |        | Carregar foto       |
| Tafsirla Classified Forest                              | Q64148343 | 29438  | reserva florestal | 1961                        | 17.8    |             |                      |        | Carregar foto       |
| Tamba Classified Forest                                 | Q64148397 | 29449  | reserva florestal | 1945                        | 150     |             |                      |        | Carregar foto       |
| Tinkisso Ramsar Site                                    | Q64148380 | 900694 | sítio Ramsar      | 2002                        | 8960    |             |                      |        | Carregar foto       |
| Yardo Classified Forest                                 | Q64148366 | 29455  | reserva florestal | 1956                        | 40.96   |             |                      |        | Carregar foto       |

## Guiné
| Nome                                    | Wikidata | WDPA       | Tipo                                                                 | data de criação ou fundação | Área  | Coordenadas                | Categoria do Commons              | Imagem | Carrega a tua foto!           |
| --------------------------------------- | -------- | ---------- | -------------------------------------------------------------------- | --------------------------- | ----- | -------------------------- | --------------------------------- | ------ | ----------------------------- |
| Reserva natural integral do Monte Nimba | Q924276  | 1295 29067 | reserva natural reserva natural estrita transboundary protected area | 1944                        | 17540 | 7° 36′ 11″ N, 8° 23′ 28″ O | Mount Nimba Strict Nature Reserve |        | Carregar foto · Carregar foto |

## Kankan Prefecture
| Nome                                     | Wikidata  | WDPA   | Tipo              | data de criação ou fundação | Área  | Coordenadas                  | Categoria do Commons         | Imagem | Carrega a tua foto! |
| ---------------------------------------- | --------- | ------ | ----------------- | --------------------------- | ----- | ---------------------------- | ---------------------------- | ------ | ------------------- |
| Gban Classified Forest                   | Q64148378 | 29477  | reserva florestal | 1                           | 5     |                              |                              |        | Carregar foto       |
| Koumban-Kourou Classified Forest         | Q64148353 | 29442  | reserva florestal | 1942                        | 40    |                              |                              |        | Carregar foto       |
| Kourani-Oulete- Dienne Classified Forest | Q64148357 | 29443  | reserva florestal | 1942                        | 590   |                              |                              |        | Carregar foto       |
| L'Amana Classified Forest                | Q64148354 | 29445  | reserva florestal | 1952                        | 198   |                              |                              |        | Carregar foto       |
| Lefarani Classified Forest               | Q64148302 | 29357  | reserva florestal | 1943                        | 19    |                              |                              |        | Carregar foto       |
| Milo Classified Forest                   | Q64148369 | 29460  | reserva florestal | 1942                        | 136   |                              |                              |        | Carregar foto       |
| National Park of Upper Niger             | Q2944459  | 29447  | parque nacional   | 1997 1952                   | 6740  | 10° 30′ N, 10° 12′ O         | National Park of Upper Niger |        | Carregar foto       |
| Niger-Niandan-Milo Ramsar Site           | Q64148385 | 900690 | sítio Ramsar      | 2002                        | 10464 |                              |                              |        | Carregar foto       |
| Niger-Tinkisso Ramsar Site               | Q64148391 | 900692 | sítio Ramsar      | 2002                        | 4006  |                              |                              |        | Carregar foto       |
| Nono Classified Forest                   | Q64148360 | 29448  | reserva florestal |                             |       | 10° 52′ 00″ N, 10° 29′ 00″ O |                              |        | Carregar foto       |
| Pic de Tibe Classified Forest            | Q64148376 | 29466  | reserva florestal | 1945                        | 60.75 |                              |                              |        | Carregar foto       |
| Sankarani-Fié Ramsar Site                | Q64148387 | 900693 | sítio Ramsar      | 2002                        | 10152 |                              |                              |        | Carregar foto       |

## Koundara
| Nome                 | Wikidata | WDPA  | Tipo            | data de criação ou fundação | Área | Coordenadas                  | Categoria do Commons    | Imagem | Carrega a tua foto! |
| -------------------- | -------- | ----- | --------------- | --------------------------- | ---- | ---------------------------- | ----------------------- | ------ | ------------------- |
| Badiar National Park | Q3364507 | 29069 | parque nacional | 1985                        | 382  | 12° 37′ 00″ N, 13° 19′ 00″ O | Parc national du Badiar |        | Carregar foto       |

## Labé
| Nome                           | Wikidata  | WDPA   | Tipo              | data de criação ou fundação | Área   | Coordenadas | Categoria do Commons | Imagem | Carrega a tua foto! |
| ------------------------------ | --------- | ------ | ----------------- | --------------------------- | ------ | ----------- | -------------------- | ------ | ------------------- |
| Bafing-Falémé Ramsar Site      | Q64148393 | 903066 | sítio Ramsar      | 2007                        | 5173   |             |                      |        | Carregar foto       |
| Bakoun Classified Forest       | Q64148355 | 29435  | reserva florestal | 1951                        | 295.07 |             |                      |        | Carregar foto       |
| Bani Classified Forest         | Q64148344 | 29417  | reserva florestal | 1952                        | 189    |             |                      |        | Carregar foto       |
| Boula Classified Forest        | Q64148345 | 29419  | reserva florestal | 1955                        | 275    |             |                      |        | Carregar foto       |
| Dara-Labe Classified Forest    | Q64148332 | 29404  | reserva florestal | 1943                        | 3.75   |             |                      |        | Carregar foto       |
| Dokoro Classified Forest       | Q64148342 | 29416  | reserva florestal | 1952                        | 78     |             |                      |        | Carregar foto       |
| Galy Classified Forest         | Q64148331 | 29402  | reserva florestal | 1943                        | 15     |             |                      |        | Carregar foto       |
| Gambi Classified Forest        | Q64148339 | 29413  | reserva florestal | 1955                        | 155    |             |                      |        | Carregar foto       |
| Gambie-Oundou-Liti Ramsar Site | Q64148392 | 902832 | sítio Ramsar      | 2005                        | 5274   |             |                      |        | Carregar foto       |
| Haute-Komba Classified Forest  | Q64148330 | 29401  | reserva florestal | 1944                        | 13     |             |                      |        | Carregar foto       |
| Kabela Classified Forest       | Q64148351 | 29428  | reserva florestal | 1955                        | 39.2   |             |                      |        | Carregar foto       |
| Mt. Loura Classified Forest    | Q64148338 | 29412  | reserva florestal | 1955                        | 5.3    |             |                      |        | Carregar foto       |
| N'Guidou Classified Forest     | Q64148341 | 29415  | reserva florestal | 1954                        | 0.18   |             |                      |        | Carregar foto       |
| Serima Classified Forest       | Q64148328 | 29399  | reserva florestal | 1943                        | 15     |             |                      |        | Carregar foto       |
| Tialakoun Classified Forest    | Q64148361 | 29450  | reserva florestal | 1943                        | 3.36   |             |                      |        | Carregar foto       |

## Linsansaran
| Nome                                | Wikidata | WDPA   | Tipo                             | data de criação ou fundação | Área | Coordenadas                  | Categoria do Commons | Imagem | Carrega a tua foto! |
| ----------------------------------- | -------- | ------ | -------------------------------- | --------------------------- | ---- | ---------------------------- | -------------------- | ------ | ------------------- |
| Nialama (Nyalama) Classified Forest | Q7023829 | 317286 | área protegida reserva florestal | 1                           | 100  | 11° 34′ 33″ N, 12° 46′ 28″ O |                      |        | Carregar foto       |

## Mamou
| Nome                                   | Wikidata  | WDPA   | Tipo                     | data de criação ou fundação | Área   | Coordenadas                  | Categoria do Commons | Imagem | Carrega a tua foto! |
| -------------------------------------- | --------- | ------ | ------------------------ | --------------------------- | ------ | ---------------------------- | -------------------- | ------ | ------------------- |
| Bafing-Source Ramsar Site              | Q64148394 | 903067 | zona húmida terras altas | 2007                        | 3172   | 10° 28′ 00″ N, 11° 55′ 00″ O | Bafing source        |        | Carregar foto       |
| Bagata Classified Forest               | Q64148383 | 33510  | reserva florestal        | 1942                        | 20     |                              |                      |        | Carregar foto       |
| Bantarawel Classified Forest           | Q64148294 | 29367  | reserva florestal        | 1936                        | 6.75   |                              |                      |        | Carregar foto       |
| Beauvois Classified Forest             | Q64148309 | 29375  | reserva florestal        | 1945                        | 23     |                              |                      |        | Carregar foto       |
| Bellel Classified Forest               | Q64148308 | 29373  | reserva florestal        | 1944                        | 13.5   |                              |                      |        | Carregar foto       |
| Binti Classified Forest                | Q64148322 | 29394  | reserva florestal        | 1944                        | 4.1    |                              |                      |        | Carregar foto       |
| Damakhania Classified Forest           | Q64148297 | 29352  | reserva florestal        | 1944                        | 4.25   |                              |                      |        | Carregar foto       |
| Darou-salam Classified Forest          | Q64148313 | 29379  | reserva florestal        | 1954                        | 174.74 |                              |                      |        | Carregar foto       |
| Diogoure Classified Forest             | Q64148306 | 29371  | reserva florestal        | 1943                        | 10     |                              |                      |        | Carregar foto       |
| Djimbera (Bantiguel) Classified Forest | Q64148321 | 29391  | reserva florestal        | 1983                        | 7      |                              |                      |        | Carregar foto       |
| Fitacouna Classified Forest            | Q64148299 | 29370  | reserva florestal        | 1942                        | 0.95   |                              |                      |        | Carregar foto       |
| Fougoumba Classified Forest            | Q64148319 | 29387  | reserva florestal        | 1944                        | 7.95   |                              |                      |        | Carregar foto       |
| Gouba Classified Forest                | Q64148340 | 29414  | reserva florestal        | 1945                        | 9.5    |                              |                      |        | Carregar foto       |
| Gueroual Classified Forest             | Q64148314 | 29381  | reserva florestal        | 1944                        | 3      |                              |                      |        | Carregar foto       |
| Kakrima Classified Forest              | Q64148326 | 29397  | reserva florestal        | 1955                        | 2.38   |                              |                      |        | Carregar foto       |
| Kala Classified Forest                 | Q64148317 | 29385  | reserva florestal        | 1944                        | 2.4    |                              |                      |        | Carregar foto       |
| Kambia Classified Forest               | Q64148307 | 29372  | reserva florestal        | 1944                        | 5.2    |                              |                      |        | Carregar foto       |
| Koni Classified Forest                 | Q64148379 | 29478  | reserva florestal        | 1                           | 1.16   |                              |                      |        | Carregar foto       |
| Konkoure Fetto Classified Forest       | Q64148311 | 29377  | reserva florestal        | 1945                        | 12     |                              |                      |        | Carregar foto       |
| Kora Classified Forest                 | Q64148324 | 29396  | reserva florestal        | 1955                        | 7.5    |                              |                      |        | Carregar foto       |
| Mirire Classified Forest               | Q64148316 | 29384  | reserva florestal        | 1944                        | 2.3    |                              |                      |        | Carregar foto       |
| Miti Kambadaga Classified Forest       | Q64148320 | 29388  | reserva florestal        | 1944                        | 3.3    |                              |                      |        | Carregar foto       |
| Mombeya Classified Forest              | Q64148315 | 29382  | reserva florestal        | 1943                        | 2.25   |                              |                      |        | Carregar foto       |
| Pinselli Classified Forest             | Q64148312 | 29378  | reserva florestal        | 1945                        | 130    |                              |                      |        | Carregar foto       |
| Sambalankan Classified Forest          | Q64148323 | 29395  | reserva florestal        | 1952                        | 35     |                              |                      |        | Carregar foto       |
| Sere Classified Forest                 | Q64148305 | 29366  | reserva florestal        | 1936                        | 3.15   |                              |                      |        | Carregar foto       |
| Soyah Classified Forest                | Q64148310 | 29376  | reserva florestal        | 1945                        | 84     |                              |                      |        | Carregar foto       |
| Tangama Classified Forest              | Q64148362 | 29451  | reserva florestal        | 1944                        | 4.1    |                              |                      |        | Carregar foto       |
| Tinka Classified Forest                | Q64148318 | 29386  | reserva florestal        | 1944                        | 5.4    |                              |                      |        | Carregar foto       |

## Nzérékoré Prefecture
| Nome                                                  | Wikidata  | WDPA  | Tipo                                   | data de criação ou fundação | Área   | Coordenadas | Categoria do Commons | Imagem | Carrega a tua foto! |
| ----------------------------------------------------- | --------- | ----- | -------------------------------------- | --------------------------- | ------ | ----------- | -------------------- | ------ | ------------------- |
| Banie Classified Forest                               | Q64148283 | 29380 | reserva florestal                      | 1956                        | 231.6  |             |                      |        | Carregar foto       |
| Baro Classified Forest                                | Q64148359 | 29446 | reserva florestal                      | 1943                        | 80     |             |                      |        | Carregar foto       |
| Colline-Macenta Classified Forest                     | Q64148365 | 29462 | reserva florestal                      | 1945                        | 7.8    |             |                      |        | Carregar foto       |
| Guirila Classified Forest                             | Q64148372 | 29464 | reserva florestal                      | 1954                        | 81     |             |                      |        | Carregar foto       |
| Laine Classified Forest                               | Q64148382 | 29488 | reserva florestal                      | 1955                        | 2.03   |             |                      |        | Carregar foto       |
| Loffa Classified Forest                               | Q64148358 | 29461 | reserva florestal                      | 1945                        | 7      |             |                      |        | Carregar foto       |
| Makona Classified Forest                              | Q64148368 | 29459 | reserva florestal                      | 1942                        | 7      |             |                      |        | Carregar foto       |
| Massif du Ziama Classified Forest                     | Q64148285 | 29066 | reserva florestal                      | 1                           | 1161.7 |             |                      |        | Carregar foto       |
| Mount Nimba Strict Nature Reserve World Heritage Site | Q64148275 | 2574  | World Heritage Site (natural or mixed) | 1981                        | 221.3  |             |                      |        | Carregar foto       |
| Mt. Konossou Classified Forest                        | Q64148373 | 29470 | reserva florestal                      | 1955                        | 26.8   |             |                      |        | Carregar foto       |
| Mt. Kouya Classified Forest                           | Q64148377 | 29468 | reserva florestal                      | 1943                        | 3.03   |             |                      |        | Carregar foto       |
| Mt. Tetini Classified Forest                          | Q64148381 | 29487 | reserva florestal                      | 1955                        | 235    |             |                      |        | Carregar foto       |
| Mt. Yonon Classified Forest                           | Q64148374 | 29472 | reserva florestal                      | 1950                        | 47.5   |             |                      |        | Carregar foto       |
| Pic de Fon Classified Forest                          | Q64148375 | 29465 | reserva florestal                      | 1953                        | 256    |             |                      |        | Carregar foto       |
| Réserve de la biosphère des Monts Nimba               | Q64148395 | 3027  | UNESCO-MAB Biosphere Reserve           | 1980                        | 1452   |             |                      |        | Carregar foto       |

## Quindia (prefeitura)
| Nome                                | Wikidata  | WDPA   | Tipo              | data de criação ou fundação | Área   | Coordenadas | Categoria do Commons | Imagem | Carrega a tua foto! |
| ----------------------------------- | --------- | ------ | ----------------- | --------------------------- | ------ | ----------- | -------------------- | ------ | ------------------- |
| Botokoly Classified Forest          | Q64148291 | 29339  | reserva florestal | 1942                        | 23     |             |                      |        | Carregar foto       |
| Counsignaki Classified Forest       | Q64148371 | 29463  | reserva florestal | 1955                        | 137    |             |                      |        | Carregar foto       |
| Dixinn Classified Forest            | Q64148284 | 29335  | reserva florestal | 1944                        | 39     |             |                      |        | Carregar foto       |
| Gangan Classified Forest            | Q64148292 | 29340  | reserva florestal | 1942                        | 90     |             |                      |        | Carregar foto       |
| Goulgoul-Kankande Classified Forest | Q64148300 | 29355  | reserva florestal | 1954                        | 68     |             |                      |        | Carregar foto       |
| Grandes Chutes Classified Forest    | Q64148295 | 29351  | reserva florestal | 1944                        | 134    |             |                      |        | Carregar foto       |
| Gueme Sangan Classified Forest      | Q64148301 | 29356  | reserva florestal | 1955                        | 27.4   |             |                      |        | Carregar foto       |
| Khabitaye Classified Forest         | Q64148288 | 29333  | reserva florestal | 1944                        | 49     |             |                      |        | Carregar foto       |
| Konkouré Ramsar Site                | Q64148276 | 67987  | sítio Ramsar      | 1992                        | 900    |             |                      |        | Carregar foto       |
| Mt. Balan Classified Forest         | Q64148287 | 29331  | reserva florestal | 1952                        | 20     |             |                      |        | Carregar foto       |
| Mt. Balandougou Classified Forest   | Q64148298 | 29353  | reserva florestal | 1945                        | 28     |             |                      |        | Carregar foto       |
| Paradji Classified Forest           | Q64148303 | 29358  | reserva florestal | 1955                        | 7      |             |                      |        | Carregar foto       |
| Sala Classified Forest              | Q64148327 | 29398  | reserva florestal | 1945                        | 5.68   |             |                      |        | Carregar foto       |
| Sierra-Fore Classified Forest       | Q64148290 | 29337  | reserva florestal | 1942                        | 41     |             |                      |        | Carregar foto       |
| Sources de Kindia Classified Forest | Q64148293 | 29349  | reserva florestal | 1943                        | 0.7    |             |                      |        | Carregar foto       |
| Souti-Yanfu Classified Forest       | Q64148384 | 317287 | reserva florestal | 1                           | 108.67 |             |                      |        | Carregar foto       |